# Fenyőgallyas kis Jézuska
A Fenyőgallyas kis Jézuska című kevéssé ismert karácsonyi éneket Kertész Gyula írta.

## Kotta és dallam
Szűz Mária, édesanyja, veled egyesülve

Imádjuk a kis Jézuskát, ó, légy segélyünkre,

Hogy szent Fiad mihozzánk is ez napon eljöjjön,

Karácsonyi szent kegyelme belénk erőt öntsön!